# یوایچیرو تاکاهاشی
یوایچیرو تاکاهاشی (انگلیسی: Yōichirō Takahashi؛ زادهٔ ۱۹۶۳ (۶۱–۶۲ سال)) کارگردان فیلم اهل ژاپن است.